# Abu Alfaraje de Tarso
Abu Alfaraje de Tarso (Abu'l-Faraj al-Tarsusi) foi um comandante de Tarso que serviu os iquíxidas do Egito. Como seu nisba indica, Abu Alfaraje era originário de Tarso, uma cidade da fronteira dos territórios muçulmanos com o Império Bizantino. Segundo Almacrizi, veio duma família com distinto antecedente militar, e foi instruído na arte da guerra e cavalheirismo (farúcias) por seu pai. Esteve envolvido na guerra fronteiriça com os bizantinos, e mesmo gastou algum tempo como prisioneiro de guerra dos últimos.
Em 960/961, deixou Tarso e partiu para o Egito, onde o governante iquíxida local, Abul Misque Cafur, nomeou-o comandante da marinha. Nesta capacidade, Abu Alfaraje liderou um raide contra o Império Bizantino, compreendendo 11 navios de guerra grandes e 5 pequenos. O raide conseguiu pouco, exceto retornar em segurança para sua base. Abu Alfaraje morreu logo depois, e foi sucedido por seu tenente, Abedalá Alcazim.